# VM i mountainbike-orientering
Verdensmesterskabet i mountainbike-orientering (engelsk: World MTB Orienteering Championships, fork. WMTBOC) er det officielle verdensmesterskab i mountainbike-orientering. Det blev første gang afholdt i 2002 ved den franske by Fontainebleau. Siden 2004 har det været afviklet hvert år – dog ikke i 2020, hvor det blev aflyst.
Ved verdensmesterskabet konkurreres der i følgende fem discipliner: en langdistance, en mellemdistance, en sprintdistance, en massestart (uofficielt i 2016 og officielt siden 2017) og en stafet.

## Historik

### Værtslande
Nedenfor ses en liste med værtslande, der har afholdt VM i mountainbike-orientering. Årstal, dato, sted og antal deltagende lande er anført.
| Værtslande for VM i mountainbike-orientering (MTBO) fordelt på årstal, dato for afholdelse, sted (område og land) og antal lande | Værtslande for VM i mountainbike-orientering (MTBO) fordelt på årstal, dato for afholdelse, sted (område og land) og antal lande | Værtslande for VM i mountainbike-orientering (MTBO) fordelt på årstal, dato for afholdelse, sted (område og land) og antal lande | Værtslande for VM i mountainbike-orientering (MTBO) fordelt på årstal, dato for afholdelse, sted (område og land) og antal lande | Værtslande for VM i mountainbike-orientering (MTBO) fordelt på årstal, dato for afholdelse, sted (område og land) og antal lande |
| År | Dato | Sted | Antal lande | Reference |
| --- | --- | --- | --- | --- |
| 2024 | 9.–15. september | Shumen, Bulgarien | 22 | [ 2 ] |
| 2023 | 18.–26. august | Jičín, Tjekkiet | 25 | [ 3 ] |
| 2022 | 14.–20. juli | Falun, Sverige | 25 | [ 4 ] |
| 2021 | 10.–18. juni | Kuortane, Finland | 16 | [ 5 ] |
| 2019 | 28. juli–3. august | Viborg, Danmark | 24 | [ 6 ] |
| 2018 | 5.–12. august | Zwettl, Østrig | 27 | [ 7 ] |
| 2017 | 19.–27. august | Vilnius, Litauen | 23 | [ 8 ] |
| 2016 | 24.–30. juli | Águeda, Portugal | 22 | [ 9 ] |
| 2015 | 14.–23. august | Liberec, Tjekkiet | 28 | [ 10 ] |
| 2014 | 24.–31. august | Bialystok, Polen | 27 | [ 11 ] |
| 2013 | 26.–31. august | Rakvere, Estland | 26 | [ 12 ] |
| 2012 | 20.–25. august | Veszprem, Ungarn | 30 | [ 13 ] |
| 2011 | 20.–28. august | Vicenza, Italien | 27 | [ 14 ] |
| 2010 | 11.–17. juli | Montalegre, Portugal | 25 | [ 15 ] |
| 2009 | 9.–16. august | Ben Shemen, Israel | 20 | [ 16 ] |
| 2008 | 24.–31. august | Ostróda, Polen | 26 | [ 17 ] |
| 2007 | 5.–12. august | Nove Mesto na Morave, Tjekkiet                                                                                                   | 22 | [ 18 ] |
| 2006 | 9.–13. juli | Joensuu, Finland | 25 | [ 19 ] |
| 2005 | 5.–11. september | Banská Bystrica, Slovakiet | 26 | [ 20 ] |
| 2004 | 19.–23. oktober | Ballarat, Australien | 26 | [ 21 ] |
| 2002 | 1.–6. juli | Fontainebleau, Frankrig | 29 | [ 22 ] |

## Resultater
Her følger resultaterne for VM i mountainbike-orientering fordelt på discipliner (lang-, mellem- og sprintdistance samt massestart og stafet), køn, årstal og medaljer (guld, sølv og bronze).

### Langdistance
Mænd
| Medaljetagere på mændenes langdistance ved VM i mountainbike-orientering (MTBO) fordelt på årstal og medalje (guld, sølv og bronze) | Medaljetagere på mændenes langdistance ved VM i mountainbike-orientering (MTBO) fordelt på årstal og medalje (guld, sølv og bronze) | Medaljetagere på mændenes langdistance ved VM i mountainbike-orientering (MTBO) fordelt på årstal og medalje (guld, sølv og bronze) | Medaljetagere på mændenes langdistance ved VM i mountainbike-orientering (MTBO) fordelt på årstal og medalje (guld, sølv og bronze) | Medaljetagere på mændenes langdistance ved VM i mountainbike-orientering (MTBO) fordelt på årstal og medalje (guld, sølv og bronze) |
| År | Guld | Sølv | Bronze | Noter |
| --- | --- | --- | --- | --- |
| 2024 | Vojtech Ludvik | Andreas Waldmann | Morten Ørnhagen Jørgensen | |
| 2023 | Vojtech Ludvik | Simon Hellmueller | Vojtech Stransky | |
| 2022 | Marcus Jansson | Krystof Bogar | Andre Haga | |
| 2021 | Andre Haga | Pekka Niemi | Simon Braendli | |
| 2019 | Ruslan Gritsan | Baptiste Fuchs | Anton Foliforov | |
| 2018 | Krystof Bogar | Simon Braendli | Anton Foliforov | |
| 2017 | Rasmus Søgaard | Jiri Hradil | Anton Foliforov | |
| 2016 | Anton Foliforov | Krystof Bogar | Davide Machado | |
| 2015 | Anton Foliforov | Jussi Laurila | Luca Dallavalle | |
| 2014 | Anton Foliforov | Baptiste Fuchs | Jiri Hradil | |
| 2013 | Krystof Bogar | Samuli Saarela | Anton Foliforov | Længde: 34,9km Højdeforskel: 405m 32 poster                                                                                         |
| 2012 | Ruslan Gritsan | Juho Saarinen | Samuel Pokala | Længde: 29,3km Højdeforskel: 310m 29 poster                                                                                         |
| 2011 | Samuli Saarela | Erik Skovgaard Knudsen | Ruslan Gritsan | |
| 2010 | Anton Foliforov | Adrian Jackson | Erik Skovgaard Knudsen | |
| 2009 | Adrian Jackson | Ruslan Gritsan | Matthieu Barthelemy | |
| 2008 | Ruslan Gritsan | Torbjørn Gasbjerg | Beat Okle | |
| 2007 | Ruslan Gritsan | Lasse Brun Pedersen | Jaroslav Rygl | |
| 2006 | Mika Tervala | Ruslan Gritsan | Matti Keskinarkaus | |
| 2005 | Ruslan Gritsan | Victor Korchagin | Adrian Jackson | |
| 2004 | Alain Berger | Mika Tervala | Adrian Jackson | |
| 2002 | Jussi Mäkilä | Jérémie Gillmann | Alain Berger | |

Kvinder
| Medaljetagere på kvindernes langdistance ved VM i mountainbike-orientering (MTBO) fordelt på årstal og medalje (guld, sølv og bronze) | Medaljetagere på kvindernes langdistance ved VM i mountainbike-orientering (MTBO) fordelt på årstal og medalje (guld, sølv og bronze) | Medaljetagere på kvindernes langdistance ved VM i mountainbike-orientering (MTBO) fordelt på årstal og medalje (guld, sølv og bronze) | Medaljetagere på kvindernes langdistance ved VM i mountainbike-orientering (MTBO) fordelt på årstal og medalje (guld, sølv og bronze) | Medaljetagere på kvindernes langdistance ved VM i mountainbike-orientering (MTBO) fordelt på årstal og medalje (guld, sølv og bronze) |
| År | Guld | Sølv | Bronze | Noter |
| --- | --- | --- | --- | --- |
| 2024 | Nikoline Splittorff | Martina Tichovska | Camilla Søgaard | |
| 2023 | Nikoline Splittorff | Emily Benham Kvale | Gabriele Andrasiuniene | |
| 2022 | Emily Benham Kvale | Camilla Søgaard | Ruska Saarela | |
| 2021 | Camilla Søgaard | Veronika Kubinova | Marika Hara | |
| 2019 | Emily Benham Kvale | Veronika Kubinova | Gabriele Andrasiuniene | |
| 2018 | Martina Tichovska | Antonia Haga | Svetlana Poverina | |
| 2017 | Emily Benham | Martina Tichovska | Olga Vinogradova | |
| 2016 | Emily Benham | Gaëlle Barlet | Maja Rothweiler | |
| 2015 | Martina Tichovska | Svetlana Poverina | Cecilia Thomasson | |
| 2014 | Olga Vinogradova | Svetlana Poverina | Camilla Søgaard | |
| 2013 | Marika Hara | Susanna Laurila | Cecilia Thomasson | Længde: 26,0km Højdeforskel: 265m 27 poster                                                                                           |
| 2012 | Susanna Laurila | Ksenia Chernykh | Marika Hara | Længde: 21,5km Højdeforskel: 250m 24 poster                                                                                           |
| 2011 | Rikke Kornvig | Ingrid Stengard | Laura Scaravonati | |
| 2010 | Christine Schaffner | Ksenia Chernykh | Marika Hara | |
| 2009 | Christine Schaffner | Sonja Zinkl | Hana Bajtošova | |
| 2008 | Christine Schaffner | Marika Hara | Line Pedersen | |
| 2007 | Michaela Gigon | Ksenia Chernykh | Christine Schaffner | |
| 2006 | Christine Schaffner | Ksenia Chernykh | Ingrid Stengard | |
| 2005 | Päivi Tommola | Antje Bornhak | Anke Dannowski | |
| 2004 | Anke Dannowski | Päivi Tommola | Antje Bornhak | |
| 2002 | Päivi Tommola | Emily Viner | Antje Bornhak | |

### Mellemdistance
Mænd
| Medaljetagere på mændenes mellemdistance ved VM i mountainbike-orientering (MTBO) fordelt på årstal og medalje (guld, sølv og bronze) | Medaljetagere på mændenes mellemdistance ved VM i mountainbike-orientering (MTBO) fordelt på årstal og medalje (guld, sølv og bronze) | Medaljetagere på mændenes mellemdistance ved VM i mountainbike-orientering (MTBO) fordelt på årstal og medalje (guld, sølv og bronze) | Medaljetagere på mændenes mellemdistance ved VM i mountainbike-orientering (MTBO) fordelt på årstal og medalje (guld, sølv og bronze) | Medaljetagere på mændenes mellemdistance ved VM i mountainbike-orientering (MTBO) fordelt på årstal og medalje (guld, sølv og bronze) |
| År | Guld | Sølv | Bronze | Noter |
| --- | --- | --- | --- | --- |
| 2024 | Krystof Bogar | Andre Haga | Ignas Ambrazas | |
| 2023 | Krystof Bogar | Simon Hellmueller | Vojtech Ludvik | |
| 2022 | Krystof Bogar | Samuel Pokala | Jan Hasek | |
| 2021 | Samuel Pokala | Simon Braendli | Krystof Bogar | |
| 2019 | Vojtech Ludvik | Anton Foliforov | Grigory Medvedev | |
| 2018 | Simon Braendli | Baptiste Fuchs | Grigory Medvedev | |
| 2017 | Krystof Bogar | Anton Foliforov | Valeriy Gluhov | |
| 2016 | Anton Foliforov | Vojtech Ludvik | Ruslan Gritsan | |
| 2015 | Anton Foliforov | Luca Dallavalle | Marek Pospisek | |
| 2014 | Ruslan Gritsan | Jiri Hradil | Anton Foliforov | |
| 2013 | Tõnis Erm | Anton Foliforov | Samuli Saarela | Længde: 15,6km Højdeforskel: 290m 24 poster                                                                                           |
| 2012 | Samuli Saarela | Anton Foliforov | Samuel Pökälä | Længde: 14,4km Højdeforskel: 240m 21 poster                                                                                           |
| 2011 | Samuli Saarela | Ruslan Gritsan | Tobias Breitschadel | |
| 2010 | Samuli Saarela | Adrian Jackson | Luca Dallavalle | |
| 2009 | Torbjørn Gasbjerg | Jiri Hradil | Lasse Brun Pedersen | Længde: 20,4km Højdeforskel: 355m 19 poster                                                                                           |
| 2008 | Adrian Jackson | Søren Strunge | Lubomír Tomecek | |
| 2007 | Mika Tervala | Jérémie Gillmann | Lubomír Tomecek | |
| 2006 | Tuomo Tompuri | Mika Tervala | Ruslan Gritsan | |
| 2005 | Ruslan Gritsan | Jaroslav Rygl | Mika Tervala | |
| 2004 | Adrian Jackson | Alain Berger | Victor Korchagin | |

Kvinder
| Medaljetagere på kvindernes mellemdistance ved VM i mountainbike-orientering (MTBO) fordelt på årstal og medalje (guld, sølv og bronze) | Medaljetagere på kvindernes mellemdistance ved VM i mountainbike-orientering (MTBO) fordelt på årstal og medalje (guld, sølv og bronze) | Medaljetagere på kvindernes mellemdistance ved VM i mountainbike-orientering (MTBO) fordelt på årstal og medalje (guld, sølv og bronze) | Medaljetagere på kvindernes mellemdistance ved VM i mountainbike-orientering (MTBO) fordelt på årstal og medalje (guld, sølv og bronze) | Medaljetagere på kvindernes mellemdistance ved VM i mountainbike-orientering (MTBO) fordelt på årstal og medalje (guld, sølv og bronze) |
| År | Guld | Sølv | Bronze | Noter |
| --- | --- | --- | --- | --- |
| 2024 | Gabriele Andrasiuniene | Valerie Kamererova | Ruska Saarela | |
| 2023 | Emily Benham Kvale | Nikoline Splittorff | Martina Tichovska | |
| 2022 | Nikoline Splittorff | Camilla Søgaard | Nadia Larsson | |
| 2021 | Svetlana Foliforova* | Martina Tichovska | Marika Hara | *Neutral atlet fra Rusland |
| 2019 | Emily Benham Kvale | Veronika Kubinova | Marika Hara | |
| 2018 | Olga Vinogradova | Martina Tichovska | Veronika Kubinova | |
| 2017 | Olga Vinogradova | Martina Tichovska | Emily Benham | |
| 2016 | Olga Vinogradova | Emily Benham | Camilla Søgaard | |
| 2015 | Gaëlle Barlet | Martina Tichovska | Emily Benham | |
| 2014 | Cecilia Thomasson | Emily Benham | Marika Hara | |
| 2013 | Marika Hara | Emily Benham | Susanna Laurila | Længde: 11,3 km Højdeforskel: 200m 18 poster                                                                                            |
| 2012 | Ursina Jäggi | Ingrid Stengard | Nina Hoffmann | Længde: 11,7 km Højdeforskel: 205m 17 poster                                                                                            |
| 2011 | Michaela Gigon | Anna Kaminska | Rikke Kornvig | |
| 2010 | Michaela Gigon | Rikke Kornvig | Marika Hara | |
| 2009 | Marika Hara | Michaela Gigon | Christine Schaffner | Længde: 15,6km Højdeforskel: 225m 15 poster                                                                                             |
| 2008 | Ksenia Chernykh | Michaela Gigon | Päivi Tommola | |
| 2007 | Ksenia Chernykh | Hana Bajtošova | Markéta Jirásková | |
| 2006 | Michaela Gigon | Hana Bajtošova | Ingrid Stengard | |
| 2005 | Michaela Gigon | Christine Schaffner | Ramune Arlauskiene | |
| 2004 | Michaela Gigon | Laure Coupat Belinda Allison | | |

### Sprint
Mænd
| Medaljetagere på mændenes sprintdistance ved VM i mountainbike-orientering (MTBO) fordelt på årstal og medalje (guld, sølv og bronze) | Medaljetagere på mændenes sprintdistance ved VM i mountainbike-orientering (MTBO) fordelt på årstal og medalje (guld, sølv og bronze) | Medaljetagere på mændenes sprintdistance ved VM i mountainbike-orientering (MTBO) fordelt på årstal og medalje (guld, sølv og bronze) | Medaljetagere på mændenes sprintdistance ved VM i mountainbike-orientering (MTBO) fordelt på årstal og medalje (guld, sølv og bronze) | Medaljetagere på mændenes sprintdistance ved VM i mountainbike-orientering (MTBO) fordelt på årstal og medalje (guld, sølv og bronze) |
| År | Guld | Sølv | Bronze | Noter |
| --- | --- | --- | --- | --- |
| 2024 | Jan Hasek | Jonas Maiselis | Vojtech Ludvik | |
| 2023 | Krystof Bogar | Vojtech Ludvik | Lauri Malsroos | |
| 2022 | Krystof Bogar | Vojtech Stransky | Lauri Malsroos | |
| 2021 | Krystof Bogar | Simon Braendli | Valeriy Glukhov* | *Neutral atlet fra Rusland |
| 2019 | Grigory Medvedev | Anton Foliforov | Yoann Courtois | |
| 2018 | Anton Foliforov | Grigory Medvedev | Krystof Bogar | |
| 2017 | Grigory Medvedev | Jussi Laurila | Lauri Malsroos | |
| 2016 | Anton Foliforov | Luca Dallavalle | Cedric Beill | |
| 2015 | Luca Dallavalle | Vojtech Stransky | Lauri Malsroos | |
| 2014 | Hans Jorgen Kvale Anton Foliforov | Grigory Medvedev | | |
| 2013 | Tõnis Erm | Lauri Malsroos | Krystof Bogar | Længde: 6,1km Højdeforskel: 55m 22 poster                                                                                             |
| 2012 | Tobias Breitschädel | Marek Pospisek | Ruslan Gritsan | Længde: 6,9km Højdeforskel: 135m 20 poster                                                                                            |
| 2011 | Anton Foliforov | Jiri Hradil | Erik Skovgaard Knudsen | |
| 2010 | Adrian Jackson | Tõnis Erm | Anton Foliforov | |
| 2009 | Adrian Jackson | Lasse Brun Pedersen | Ruslan Gritsan | |
| 2008 | Lasse Brun Pedersen | Jiri Hradil | Tõnis Erm | |
| 2007 | Torbjørn Gasbjerg | Jérémie Gillmann | Anton Foliforov | |
| 2002 | Mika Tervala | Alain Berger | Jérémie Gillmann | |

Kvinder
| Medaljetagere på kvindernes sprintdistance ved VM i mountainbike-orientering (MTBO) fordelt på årstal og medalje (guld, sølv og bronze) | Medaljetagere på kvindernes sprintdistance ved VM i mountainbike-orientering (MTBO) fordelt på årstal og medalje (guld, sølv og bronze) | Medaljetagere på kvindernes sprintdistance ved VM i mountainbike-orientering (MTBO) fordelt på årstal og medalje (guld, sølv og bronze) | Medaljetagere på kvindernes sprintdistance ved VM i mountainbike-orientering (MTBO) fordelt på årstal og medalje (guld, sølv og bronze) | Medaljetagere på kvindernes sprintdistance ved VM i mountainbike-orientering (MTBO) fordelt på årstal og medalje (guld, sølv og bronze) |
| År | Guld | Sølv | Bronze | Noter |
| --- | --- | --- | --- | --- |
| 2024 | Ruska Saarela | Martina Tichovska | Nikoline Splittorff | |
| 2023 | Kaarina Nurminen | Emily Benham Kvale | Henna Saarinen | |
| 2022 | Henna Saarinen | Nikoline Splittorff | Camilla Søgaard | |
| 2021 | Marika Hara | Svetlana Foliforova* | Anna Tiderman | *Neutral atlet fra Rusland |
| 2019 | Emily Benham Kvale | Veronika Kubinova | Clare Dallimore | |
| 2018 | Henna Saarinen | Martina Tichovska Camilla Søgaard | | |
| 2017 | Marika Hara | Emily Benham | Olga Vinogradova | |
| 2016 | Emily Benham | Marika Hara | Henna Saarinen | |
| 2015 | Martina Tichovska | Svetlana Poverina | Cecilia Thomasson | |
| 2014 | Marika Hara | Tatiana Repina | Emily Benham | |
| 2013 | Cecilia Thomasson | Eeva-Liisa Hakala | Tatiana Repina | Længde: 5,7km Højdeforskel: 50m 21 poster                                                                                               |
| 2012 | Christine Schaffner | Emily Benham | Anna Kaminska | Længde: 5,1km Højdeforskel: 105m 17 poster                                                                                              |
| 2011 | Gaelle Barlet | Marika Hara | Michaela Gigon | |
| 2010 | Anna Kaminska | Christine Schaffner | Martina Tichovská | |
| 2009 | Hana Bajtošova | Marika Hara | Michaela Gigon | |
| 2008 | Hana Bajtošova | Michaela Gigon | Martina Tichovska | |
| 2007 | Ksenia Chernykh | Michaela Gigon | Hana Bajtošova | |
| 2002 | Laure Coupat | Mervi Väisänen | Antje Bornhak | |

### Massestart
Mænd
| Medaljetagere på mændenes massestart ved VM i mountainbike-orientering (MTBO) fordelt på årstal og medalje (guld, sølv og bronze) | Medaljetagere på mændenes massestart ved VM i mountainbike-orientering (MTBO) fordelt på årstal og medalje (guld, sølv og bronze) | Medaljetagere på mændenes massestart ved VM i mountainbike-orientering (MTBO) fordelt på årstal og medalje (guld, sølv og bronze) | Medaljetagere på mændenes massestart ved VM i mountainbike-orientering (MTBO) fordelt på årstal og medalje (guld, sølv og bronze) | Medaljetagere på mændenes massestart ved VM i mountainbike-orientering (MTBO) fordelt på årstal og medalje (guld, sølv og bronze) |
| År | Guld | Sølv | Bronze | Noter |
| --- | --- | --- | --- | --- |
| 2024 | Jan Hasek | Samuel Pokala | Fabiano Bettega | [ 23 ] |
| 2023 | Vojtech Ludvik | Andre Hage | Simon Hellmueller | |
| 2022 | Samuel Pokala | Davide Machado | Krystof Bogar | |
| 2021 | Samuel Pokala | Jiri Hradil | Anton Foliforov* | *Neutral atlet fra Rusland |
| 2019 | Jiri Hradil | Krystof Bogar | Vojtech Stransky | |
| 2018 | Jussi Laurila | Davide Machado | Kevin Haselsberger | |
| 2017 | Luca Dallavalle | Ruslan Gritsan | Simon Braendli | |
| 2016* | Davide Machado | Hans Jorgen Kvale | Anton Foliforov | *Uofficielt |

Kvinder
| Medaljetagere på kvindernes massestart ved VM i mountainbike-orientering (MTBO) fordelt på årstal og medalje (guld, sølv og bronze) | Medaljetagere på kvindernes massestart ved VM i mountainbike-orientering (MTBO) fordelt på årstal og medalje (guld, sølv og bronze) | Medaljetagere på kvindernes massestart ved VM i mountainbike-orientering (MTBO) fordelt på årstal og medalje (guld, sølv og bronze) | Medaljetagere på kvindernes massestart ved VM i mountainbike-orientering (MTBO) fordelt på årstal og medalje (guld, sølv og bronze) | Medaljetagere på kvindernes massestart ved VM i mountainbike-orientering (MTBO) fordelt på årstal og medalje (guld, sølv og bronze) |
| År | Guld | Sølv | Bronze | Noter |
| --- | --- | --- | --- | --- |
| 2024 | Nikoline Splittorff | Gabriele Andrasiuniene | Valerie Kamererova | [ 23 ] |
| 2023 | Martina Tichovska | Emily Benham Kvale | Nikoline Splittorff | |
| 2022 | Camilla Søgaard | Emily Benham Kvale | Martina Tichovska | |
| 2021 | Svetlana Foliforova* | Mervi Pesu | Martina Tichovska | *Neutral atlet fra Rusland |
| 2019 | Emily Benham Kvale | Camilla Søgaard | Anastasiya Svir | |
| 2018 | Camilla Søgaard | Martina Tichovska | Sonja Zinkl | |
| 2017 | Emily Benham | Olga Vinogradova | Gaëlle Barlet | |
| 2016* | Monica Aguilera Viladomiu | Clare Dallimore | Marina Reiner | *Uofficielt |

### Stafet
Mænd
| Medaljetagere på mændenes stafet ved VM i mountainbike-orientering (MTBO) fordelt på årstal og medalje (guld, sølv og bronze) | Medaljetagere på mændenes stafet ved VM i mountainbike-orientering (MTBO) fordelt på årstal og medalje (guld, sølv og bronze) | Medaljetagere på mændenes stafet ved VM i mountainbike-orientering (MTBO) fordelt på årstal og medalje (guld, sølv og bronze) | Medaljetagere på mændenes stafet ved VM i mountainbike-orientering (MTBO) fordelt på årstal og medalje (guld, sølv og bronze) | Medaljetagere på mændenes stafet ved VM i mountainbike-orientering (MTBO) fordelt på årstal og medalje (guld, sølv og bronze) |
| År | Guld | Sølv | Bronze | Noter |
| --- | --- | --- | --- | --- |
| 2024 | Tjekkiet Jan Hasek Vojtech Ludvik Krystof Bogar                                                                               | Finland Miika Nurmi Samuel Pokala Andre Haga                                                                                  | Østrig Hannes Hnilica Georg Koffler Andreas Waldmann                                                                          | |
| 2023 | Tjekkiet Vojtech Stransky Vojtech Ludvik Krystof Bogar                                                                        | Litauen Jonas Vytautas Gvildys Jonas Maiselis Ignas Ambbrazas                                                                 | Schweiz Flurin Schnyder Silas Hotz Simon Hellmueller                                                                          | |
| 2022 | Finland Andre Haga Jussi Laurila Juha Lilja                                                                                   | Schweiz Adrian Jaeggi Silas Hotz Simon Braendli                                                                               | Tjekkiet Jan Hasek Vojtech Ludvik Krystof Bogar                                                                               | |
| 2021 | Finland Andre Haga Pekka Niemi Samuel Pokala                                                                                  | Neutral* · Anton Foliforov · Valeriy Glukov · Grigory Medvedev                                                                | Schweiz Adrian Jaeggi Silas Hotz Simon Braendli                                                                               | *Neutralt team fra Rusland |
| 2019 | Rusland Anton Foliforov Valeriy Glukov Grigory Medvedev                                                                       | Tjekkiet Jiri Hradil Vojtech Ludvik Krystof Bogar                                                                             | Finland Jussi Laurila Samuel Pokala Pekka Niemi                                                                               | |
| 2018 | Rusland Anton Foliforov Ruslan Gritsan Grigory Medvedev                                                                       | Sverige Linus Karlsson Mood Marcus Jansson Viktor Larsson                                                                     | Tjekkiet Jiri Hradil Vojtech Ludvik Krystof Bogar                                                                             | |
| 2017 | Tjekkiet Vojtech Stransky Vojtech Ludvik Krystof Bogar                                                                        | Finland Andre Haga Jussi Laurila Pekka Niemi                                                                                  | Rusland Grigory Medvedev Anton Foliforov Ruslan Gritsan                                                                       | |
| 2016 | Tjekkiet Vojtech Stransky Vojtech Ludvik Krystof Bogar                                                                        | Rusland Valeriy Gluhov Ruslan Gritsan Anton Foliforov                                                                         | Frankrig Yoann Garde Baptiste Fuchs Cedric Beill                                                                              | |
| 2015 | Østrig Kevin Haselsberger Bernhard Schachinger Andreas Waldmann                                                               | Rusland Ruslan Gritsan Valeriy Gluhov Anton Foliforov                                                                         | Finland Pekka Niemi Samuli Saarela Jussi Laurila                                                                              | [ 24 ] |
| 2014 | Estland Lauri Malsroos Margus Hallik Tonis Erm                                                                                | Finland Tuomo Lahtinen Samuli Saarela Juuso Jutila                                                                            | Frankrig Baptiste Fuchs Clement Souvray Cedric Beill                                                                          | |
| 2013 | Tjekkiet Frantisek Bogar Jan Svoboda Krystof Bogar                                                                            | Finland Pekka Niemi Samuli Saarela Jussi Laurila                                                                              | Estland Lauri Malsroos Margus Hallik Tonis Erm                                                                                | |
| 2012 | Finland Pekka Niemi Samuli Saarela Jussi Laurila                                                                              | Rusland Valeriy Gluhov Ruslan Gritsan Anton Foliforov                                                                         | Østrig Bernhard Schachinger Kevin Hasselsberger Tobia Breitschädel                                                            | |
| 2011 | Danmark Bjarke Refslund Lasse Brun Pedersen Erik Skovgaard Knudsen                                                            | Tjekkiet Radek Laciga Jiri Hradil Marek Prospisek                                                                             | Finland Jussi Laurila Pekka Niemi Samuli Saarela                                                                              | |
| 2010 | Rusland Ruslan Gritsan Valeriy Gluhov Anton Foliforov                                                                         | Danmark Bjarke Refslund Erik Skovgaard Knudsen Lasse Brun Pedersen                                                            | Tjekkiet Radek Laciga Jan Lauerman Marek Prospisek                                                                            | |
| 2009 | Rusland Maxim Zhurkin Ruslan Gritsan Anton Foliforov                                                                          | Tjekkiet Radek Laciga Jiri Hradil Lubomir Tomecek                                                                             | Finland Tuukka Turkka Samuli Saarela Juho Saarinen                                                                            | |
| 2008 | Danmark Lasse Brun Pedersen Torbjørn Gasbjerg Søren Strunge                                                                   | Rusland Ruslan Gritsan Maxim Zhurkin Anton Foliforov                                                                          | Tjekkiet Martin Sevcik Jaroslav Rygl Lubomir Tomecek                                                                          | |
| 2007 | Frankrig Stéphane Toussaint Matthieu Barthelemy Jérémie Gillmann                                                              | Tjekkiet Martin Sevcik Jaroslav Rygl Lubomir Tomecek                                                                          | Danmark Lasse Brun Pedersen Torbjørn Gasbjerg Søren Strunge                                                                   | |
| 2006 | Finland Jussi Mäkilä Mika Tervala Tuomo Tompuri                                                                               | Rusland Victor Korchagin Maxim Zhurkin Ruslan Gritsan                                                                         | Schweiz Beat Schaffner Beat Oklé Simon Seger                                                                                  | |
| 2005 | Finland Timo Sarkkinen Mika Tervala Jussi Mäkilä                                                                              | Frankrig Matthieu Barthelem Stéphane Toussaint Jérémie Gillmann                                                               | Schweiz Beat Schaffner Simon Seger Rémy Jabas                                                                                 | |
| 2004 | Finland Timo Sarkkinen Jussi Mäkilä Mika Tervala                                                                              | Tjekkiet Radek Tichacek Jaroslav Rygl Lubomir Tomecek                                                                         | Australien Alex Randall Tom Walter Adrian J                                                                                   | |
| 2002 | Frankrig Sébastien Sxay Joel Poirette Olivier Pralus                                                                          | Tjekkiet Petr Strejcek Radovan Mach Jaroslav Rygl                                                                             | Finland Raino Pesu Jussi Mäkilä Mika Terval                                                                                   | |

Kvinder
| Medaljetagere på kvindernes stafet ved VM i mountainbike-orientering (MTBO) fordelt på årstal og medalje (guld, sølv og bronze) | Medaljetagere på kvindernes stafet ved VM i mountainbike-orientering (MTBO) fordelt på årstal og medalje (guld, sølv og bronze) | Medaljetagere på kvindernes stafet ved VM i mountainbike-orientering (MTBO) fordelt på årstal og medalje (guld, sølv og bronze) | Medaljetagere på kvindernes stafet ved VM i mountainbike-orientering (MTBO) fordelt på årstal og medalje (guld, sølv og bronze) | Medaljetagere på kvindernes stafet ved VM i mountainbike-orientering (MTBO) fordelt på årstal og medalje (guld, sølv og bronze) |
| År | Guld | Sølv | Bronze | Noter |
| --- | --- | --- | --- | --- |
| 2024 | Danmark Cæcilie Rueløkke Christoffersen Nikoline Splittorff Camilla Søgaard                                                     | Finland Ingrid Stengard Antonia Haga Ruska Saarela                                                                              | Schweiz Jana Luscher Alemany Celine Wellenreiter Ursina Jaeggi                                                                  | |
| 2023 | Finland Marika Hara Ruska Saarela Kaarina Nurminen                                                                              | Frankrig Constanve Deviellers Lucie Rudkiewicz Lou Garcin                                                                       | Tjekkiet Veronika Kubinova Valerie Kamererova Martina Tichovska                                                                 | |
| 2022 | Finland Henna Saarinen Ruska Saarela Marika Hara                                                                                | Danmark Cæcilie Rueløkke Christoffersen Nikoline Splittorff Camilla Søgaard                                                     | Tjekkiet Renata Paulickova Marie Kamarytova Martina Tichovska                                                                   | |
| 2021 | Danmark Cæcilie Rueløkke Christoffersen Nikoline Splittorff Camilla Søgaard                                                     | Finland Mervi Pesu Ingrid Stengard Marika Hara                                                                                  | Neutral* · Anastasiya Bolshova · Anastasia Trifilenkova · Uliana Sukholovskaia                                                  | *Neutralt team fra Rusland |
| 2019 | Rusland Anastasiya Bolshova Olga Shipilova Vinogradova Anastasiya Svir                                                          | Finland Ingrid Stengard Ruska Saarela Marika Hara                                                                               | Sverige Linn Bylars Sara Forsgren Nadia Larsson                                                                                 | |
| 2018 | Tjekkiet Katerina Novakova Veronika Kubinova Martina Tichovska                                                                  | Rusland Anastasiya Svir Olga Shipilova Vinogradova Svetlana Poverina                                                            | Finland Mervi Pesu Antonia Haga Marika Hara                                                                                     | |
| 2017 | Finland Ingrid Stengard Antonia Haga Marika Hara                                                                                | Frankrig Lou Denaix Hana Garde Gaelle Barlet                                                                                    | Rusland Anastasiya Svir Svetlana Poverina Olga Shipilova Vinogradova                                                            | |
| 2016 | Finland Ingrid Stengard Antonia Haga Marika Hara                                                                                | Rusland Ekaterina Kolomnina Olga Shipilova Vinogradova Svetlana Poverina                                                        | Tjekkiet Renata Paulickova Marie Brezinova Martina Tichovska                                                                    | |
| 2015 | Finland Ingrid Stengard Marika Hara Susanna Laurila                                                                             | Rusland Tatiana Repina Anastasiya Bolshova Svetlana Foliforova                                                                  | Tjekkiet Renata Paulickova Marie Kamarytova Martina Tichovska                                                                   | [ 24 ] |
| 2014 | Rusland Tatiana Repina Olga Vinogradova Svetlana Poverina                                                                       | Finland Eeva-Liisa Hakala Susanna Laurila Marika Hara                                                                           | Tjekkiet [[Nadezda Skacelova[]] Martina Tichovska Renata Paulickova                                                             | |
| 2013 | Finland Ingrid Stengard Susanna Laurila Marika Hara                                                                             | Danmark Ann-Dorthe Lisbygd Nina Hoffmann Camilla Søgaard                                                                        | Schweiz Maja Rothweiler Claudia Hünig Ursina Jäggi                                                                              | |
| 2012 | Finland Marika Hara Ingrid Stengard Susanna Laurila                                                                             | Schweiz Maja Rothweiler Ursina Jäggi Christine Schaffner-Räber                                                                  | Slovakiet Daniela Trnovcová Stanislava Fajtová Hana Bajtosová                                                                   | |
| 2011 | Schweiz Maja Rothweiler Ursina Jäggi Christine Schaffner                                                                        | Litauen Karolina Mickeviciutė Asta Simkonienė Ramune Arlauskienė                                                                | Slovakiet Daniela Trnovcová Stanislava Fajtová Hana Bajtosová                                                                   | |
| 2010 | Danmark Ann-Dorthe Lisbygd Line Brun Stallknecht Rikke Kornvig                                                                  | Finland Kaisa Pirkonen Ingrid Stengard Marika Hara                                                                              | Tjekkiet Barbora Chudikova Hana La Carbonara Martina Tichovska                                                                  | |
| 2009 | Østrig Elisabeth Hohenwarter Sonja Zinkl Michaela Gigon                                                                         | Schweiz Maja Rothweiler Ursina Jäggi Christine Schaffner                                                                        | Rusland Nadya Mikryukova Tatiana Repina Ksenia Chernykh                                                                         | |
| 2008 | Finland Maija Lång Marika Hara Ingrid Stengard                                                                                  | Rusland Anna Vorobiova Nadiya Mikryukova Ksenia Chernykh                                                                        | Østrig Elisabeth Hohenwarter Sonja Zinkl Michaele Gigon                                                                         | |
| 2007 | Finland Taija Jäppinen Ingrid Stengard Päivi Tommola                                                                            | Rusland Anna Ustinova Nadiya Mikryukova Ksenia Chernykh                                                                         | Østrig Elisabeth Hohenwarter Sonja Zinkl Michaele Gigon                                                                         | |
| 2006 | Rusland Nadiya Mikryukova Anna Ustinova Ksenia Chernykh                                                                         | Finland Maija Lång Ingrid Stengard Päivi Tommola                                                                                | Tjekkiet Michaela Lacigova Marketa Jakoubova Hana La Carbonara                                                                  | |
| 2005 | Tyskland Anke Dannowski Gerit Pfuhl Antja Bornhak                                                                               | Tjekkiet Michaela Lacigova Marketa Jakoubova Hana La Carbonara                                                                  | Frankrig Karoline Finance Madeleine Kammerer Aurélie Ballot                                                                     | |
| 2004 | Finland Maija Lång Kirsi Korhonen Päivi Tommola                                                                                 | Østrig Nicole Senft Sonja Zinkl Michaele Gigon                                                                                  | Australien Mary Fien Carolyn Jackson Anna Sheldon                                                                               | |
| 2002 | Finland Kirsi Korhonen Päivi Tommola Mervi Väisänen                                                                             | Frankrig Laure Coupat Magali Coupat Caroline Finance                                                                            | Tjekkiet Hana Ryglova Marketta Jakoubova Marie Hrdinova                                                                         | |